# Drużynowe Mistrzostwa Polski 85–125 cm³ w Miniżużlu 2018
Drużynowe Mistrzostwa Polski 85–125 ccm na Żużlu 2018 – rozegrane w sezonie 2018 drużynowe mistrzostwa Polski miniżużlowców.
Rozegrano 5 rund. Za poszczególne miejsca w turniejach przyznawano następujące ilości punktów: 1. miejsce - 4, 2. - 2, 3. - 2, 4. - 1, 5. - 0. W przypadku gdy drużyny remisowały między sobą, sumę punktów dzielono pomiędzy nie.

## Terminarz
- Runda 1. - 15 lipca, Wawrów[1]
- Runda 2. - 18 sierpnia, Gdańsk[2]
- Runda 3. - 9 września, Częstochowa[3] - przełożona z 24 sierpnia
- Runda 4. - 8 września, Rybnik[4]
- Runda 5. - 16 września, Bydgoszcz[5]

## Składy drużyn
- BTŻ Polonia Bydgoszcz - Wiktor Przyjemski (77 punktów), Krzysztof Lewandowski (47), Kacper Łobodziński (46)
- GUKS Speedway Wawrów - Jacek Fajfer (66), Wojciech Fajfer (52), Kacper Teska (20), Mikołaj Krok (14)
- MKMŻ Rybki Rybnik - Dawid Piestrzyński (43), Paweł Trześniewski (36), Sebastian Borszcz (23), Szymon Ludwiczak (16)
- KS Toruń - Borys Kopeć-Sobczyński (46), Kacper Makowski (28), Jakub Breński (13)
- GKŻ Wybrzeże Gdańsk - Mateusz Łopuski (36), Antoni Kawczyński (14), Kacper Król (8)

## Klasyfikacja końcowa
| Poz | Klub                  | WAW | GDA | CZE | RYB | BYD | Punkty | Małych pkt. |
| --- | --------------------- | --- | --- | --- | --- | --- | ------ | ----------- |
| 1   | BTŻ Polonia Bydgoszcz | 35  | 33  | 34  | 32  | 36  | 20     | 170         |
| 2   | GUKS Speedway Wawrów  | 30  | 31  | 29  | 31  | 31  | 15     | 152         |
| 3   | MKMŻ Rybki Rybnik     | 24  | 28  | 18  | 27  | 21  | 9      | 118         |
| 4   | KS Toruń              | 18  | 19  | 16  | 20  | 14  | 3      | 87          |
| 5   | GKŻ Wybrzeże Gdańsk   | 11  | ns  | 22  | 10  | 15  | 3      | 58          |